# Evaza batchianensis
Evaza batchianensis är en tvåvingeart som beskrevs av Norman E. Woodley 1989. Evaza batchianensis ingår i släktet Evaza och familjen vapenflugor.
Artens utbredningsområde är Moluckerna. Inga underarter finns listade i Catalogue of Life.